# Huangpi
Huangpi léase Juáng-Pí (en chino:黄陂区, pinyin:Huángpí  qū) es un  distrito urbano bajo la administración directa de la ciudad-prefectura de Wuhan. Se ubica al este de la provincia de Hubei, sur de la República Popular China. Su área es de 2261 km² y su población total para 2016 fue de +900 mil habitantes.

## Administración
El distrito de Huangpi se divide en 14 pueblos que se administran en 13 subdistritos y 1 villa.